# Ditshegwane
Ditshegwane is een dorp in het district Kweneng in Botswana. De plaats telt 2114 inwoners (2011).